# Sottosegretario di Stato per la diplomazia e gli affari pubblici
Il sottosegretario di Stato per la diplomazia e gli affari pubblici (Under Secretary of State for Public Diplomacy and Public Affairs) è un membro del Dipartimento di Stato degli Stati Uniti d'America. Si occupa di verificare che la diplomazia internazionale operi in parallelo con l'amministrazione pubblica e quindi fa in modo che le azioni governative degli Stati Uniti vengano recepite in modo corretto all'estero.
Il sottosegretario è dipendente dal segretario di Stato e a sua volta controlla tre uffici: l'ufficio per gli affari educativi e culturali, l'ufficio per gli affari pubblici e l'ufficio per i programmi informativi internazionali.
Tale figura venne istituita il 1º ottobre del 1999 dal presidente Clinton, che aumentò il numero dei sottosegretari del Dipartimento di Stato da cinque a sei.

## Lista di sottosegretari di Stato per la diplomazia e gli affari pubblici
| Immagine | Nome                  | Inizio incarico   | Fine incarico     | Presidente                |
| -------- | --------------------- | ----------------- | ----------------- | ------------------------- |
|          | Evelyn Lieberman      | 1º ottobre 1999   | 19 gennaio 2001   | Bill Clinton              |
|          | Charlotte Beers       | 2 ottobre 2001    | 28 marzo 2003     | George W. Bush            |
|          | Margaret D. Tutwiler  | 16 dicembre 2003  | 30 giugno 2004    | George W. Bush            |
|          | Karen Hughes          | 9 settembre 2005  | 14 dicembre 2007  | George W. Bush            |
|          | James K. Glassman     | 10 giugno 2008    | 15 gennaio 2009   | George W. Bush            |
|          | Judith McHale         | 26 maggio 2009    | luglio 2011       | Barack Obama              |
|          | Kathleen Stephens     | 6 febbraio 2012   | 4 aprile 2012     | Barack Obama              |
|          | Tara Sonenshine       | 5 aprile 2012     | 1 luglio 2013     | Barack Obama              |
|          | Richard Stengel       | 11 febbraio 2014  | 7 dicembre 2016   | Barack Obama              |
|          | Bruce Wharton         | 8 dicembre 2016   | luglio 2017       | Barack Obama Donald Trump |
|          | Steve Goldstein       | 4 dicembre 2017   | 13 marzo 2018     | Donald Trump              |
|          | Heather Nauert        | 13 marzo 2018     | 10 ottobre 2018   | Donald Trump              |
|          | Michelle Giuda        | 5 febbraio 2019   | 3 marzo 2020      | Donald Trump              |
|          | Ulrich Brechbuhl      | 3 marzo 2020      | 28 settembre 2020 | Donald Trump              |
|          | Nilda Pedrosa         | 28 settembre 2020 | 20 gennaio 2021   | Donald Trump              |
|          | Jennifer Hall Godfrey | 20 gennaio 2021   | in carica         | Joe Biden                 |